# Astrid Schop
Astrid Schop (Rijsoord, 1 december 1965) is een Nederlandse voormalig wielrenster en baanwielrenster.
Schop won in 1990, samen met Leontien van Moorsel, Monique Knol en Cora Westland de ploegentijdrit tijdens de Wereldkampioenschappen wielrennen in de Japanse stad Utsunomiya. Een jaar later won ze het eindklassement van de Tour de la CEE Feminin voor Leontien van Moorsel en Roberta Bonanomi.

## Belangrijkste uitslagen

### Baanwielrennen
1991
 Nederlands kampioenschap puntenkoers

### Wegwielrennen
1990
 Wereldkampioenschap ploegentijdrit
3e eindklassement Ronde van de EG
Chrono des Nations
1991
 Nederlands kampioenschap tijdrijden
Eindklassement Driedaagse van Pattensen
 Wereldkampioenschap ploegentijdrit
 Eindklassement Ronde van de EG
1992
7e etappe Tour cycliste féminin
1993
3e etappe Zeeuws-Vlaams Wielerweekend